# Las Torcazas
Las Torcazas är en ort i Mexiko.   Den ligger i kommunen Ecuandureo och delstaten Michoacán de Ocampo, i den centrala delen av landet, 300 km väster om huvudstaden Mexico City. Las Torcazas ligger 1 604 meter över havet och antalet invånare är 208.
Terrängen runt Las Torcazas är platt söderut, men norrut är den kuperad. Runt Las Torcazas är det tätbefolkat, med 550 invånare per kvadratkilometer. Närmaste större samhälle är Zamora, 12,3 km söder om Las Torcazas. I omgivningarna runt Las Torcazas växer huvudsakligen savannskog.